# 白いシャツの女
『白いシャツの女』は、フジテレビの妻たちの劇場枠で放映されたテレビドラマ。
青春の傷痕を心に秘めた女性がたどる波乱の人生を綴る。

## 放映データ
- 放映期間：1992年2月24日 - 4月17日（全40話）
- 放映日：月～金曜日 09:55 - 10:25

## 物語
音楽家兼夫婦の夏樹としず子には高校生の娘・尚子がいる。軽井沢で避暑中、尚子は植木屋の息子・聡の子を身ごもる。しかし、しず子は生まれた子は死んだと偽り養子へ出してしまう。16年後、ロンドン留学から帰国した尚子は婦人ブラウスのデザイナーとなるが…。

## キャスト
- 岡田奈々
- 萩原流行
- 野際陽子
- 大路恵美
- 鹿島かんな
- 速水亮

| フジテレビ 妻たちの劇場 | フジテレビ 妻たちの劇場 | フジテレビ 妻たちの劇場 |
| 前番組                  | 番組名                  | 次番組                  |
| ----------------------- | ----------------------- | ----------------------- |
| 家族あわせ              | 白いシャツの女          | 天上の青                |